# Squid (software)
 For alternative betydninger, se squid. (Se også artikler, som begynder med squid)
Squid er produktnavnet på en proxyserver. Squid kan bruges under mange varianter af UNIX. Programmet er udgivet under GPL og bruges bl.a. i forbindelse med Wikipedia.
Squid uderstøtter protokollerne HTTP, HTTPS, FTP og gopher. Programmet er meget fleksibelt, hvad opsætning angår. Udover at gemme kopier af data, der er hentet, kan Squid filtrere trafikken, så for eksempel visse hjemmesider udelukkes.
I forbindelse med Wikipedia fungerer det på denne måde: Når en bruger henter en side med sin webbrowser, undersøges det om siden findes i squids cache. Hvis dette er tilfældet, og siden ikke er blevet opdateret siden den kom i cachen, får brugeren den udgave, der ligger i cachen. Hvis der er oprettet en nyere version i mellemtiden, hentes denne version frem, og gemmes i cachen samtidig med den sendes ud. Hvis siden ikke er i cachen, hentes den fra serveren.
Squid bliver kort sagt brugt som en stødpude mellem de mange forespørgsler og serveren med wikisiderne.